# مسجد علی (شیراز)
مسجد علی مربوط به دوره قاجار است و در شیراز، بلوار سیبویه، دروازه شاهداعی الله داخل بازارچه واقع شده و این اثر در تاریخ ۱۱ دی ۱۳۸۰ با شمارهٔ ثبت ۴۵۳۲ به‌عنوان یکی از آثار ملی ایران به ثبت رسیده است. شبستان این مسجد دارای ستونهای زیبایی به سبک مسجد وکیل است و می‌توان از آجرکاری و کاشی های طاق نمای حیاط به عنوان وجه تمایز این مسجد نام برد.